# Пора насилля
«Пора насилля» — болгарський мистецький фільм-драма 1988 року режисера Людмила Стайкова за сценарієм Людмила Стайкова, Георгі Данаїлова, Михайла Кіркова і Радослава Спасова. Екранізація роману Антона Дончева «Година вибору».
Фільм складається з двох частин загальною тривалістю 288 хвилин. Він був продемонстрований у програмі «Особливий погляд» Каннського кінофестивалю 1988 року. Фільм висувався від Болгарії на отримання премії «Оскар» у категорії «Кращий фільм іноземною мовою», але не увійшов у короткий список номінантів. У 2015 році екранізація визнана найкращим болгарським фільмом за останні 100 років[джерело?].

## Знімання
Фільм знімався у Смолянській області на півдні Болгарії з більшістю мусульманського населення. Багато акторів у фільмі є нащадками тих, хто у минулому переживав усі тяготи османського ярма.

## Сюжет
1668 рік. Османська імперія давно панує у Південно-Східній Європі. Але священна війна за остаточне утвердження ісламу триває. У гори Родопи відправлені яничари під керуванням Караібрагіма. Їх, у минулому християнських хлопчиків, розлучали з батьками, виховували у крайній жорстокості і перетворювали у фанатично вірних вояків султана. Місцевий правитель Сулейман-ага впевнений, що віра не повинна нав'язуватись силою, тому місцеві жителі не поспішають відмовлятися від християнства, а самим Сулейманом не вдоволений паша. Караібрагім дає жителям 10 днів на роздуми.
У селі вдова Севда зізнається в коханні Манолу і просить одружитися з нею, але Манол відсилає сватів до юної Ялиці. Покинутий на варті під час весілля Горан чіпляється у лісі до Севди, в яку давно закоханий, і не помічає, як підійшли яничари. Караібрагім зриває весілля і віддає наказ зігнати чоловіків у в'язницю, а жінок віддає на наругу солдатам. Абдулах-венецієць, що прийняв іслам, вражений жорстокістю яничар, рятує від розправи хлопчика Мірчо, сина Манола, ховаючи його у Гульфії — жінки Сулеймана. Гульфія бачить, що у венеційця добре серце і показує таємний вихід з в'язниці.
Жителі, що залишилися в селі, рятуються втечею, але зганяють свою злість на Севді, яка, на їх думку, винна в тому, що Горан прогледів турецьке військо. Вона змушена йти своєю дорогою. До певного періоду старійшини села, зачинені у в'язниці, не відреклись від своєї віри, через що кожного наступного дня їх жорстоко катують. Їх не переконує навіть поява Севди в паранджі. Побачивши страту, вона зізнається Караібрагіму, що погодилась прийняти іслам тільки щоб врятувати одноплемінників, тому гине від жорстокої розправи. Манола приводять побачитися з Ялицею, котру Караібрагім не чіпав і наказав передати наказ підкоритися у обмін на свободу. Манол просить її втекти, стати жінкою Момчіла і народити сина.
Під час спроби вбити Караібрагіма, Горан гине, а його обличчя спотворює розпечене вугілля. Його тіло впізнає батько Дядо Галушко, щоб гори і люди пам'ятали ім'я Горана і його вчинок. Дядо Галушко також визнає у Караібрагімі свого сина Страхіла, викраденого з села яничарами багато років тому. Наляканий прибуттям яничара Карахасана з військом, що означає невдоволення Мухамеда-паші, Караібрагім вирішує продемонструвати свою непохитність і страчує батька, бо він відмовився змінити віру.
На черговому зібранні за проханням старійшин Манол заради порятунку Мірчо затіває бійку, у котрій всіх болгар вбивають. Мірчо приносить сумну звістку в село і жителі йдуть в печери, ховаючись від вогню та зброї яничар. Священик Алігорко розуміє, що єдиний спосіб для болгар вижити і зберегти свою мову і звичаї — це пожертвувати своєю вірою. Після проведеного обряду люди змогли повернутися в своє зруйноване село, але страх при виді яничар залишився.
Караібрагім виконав наказ паші і звертається до священика Алігорко з проханням передати Момчілу, що якщо він не з'явиться то Ялицю вивезуть, а її майбутнього сина виховають яничаром. Смертельно поранений Момчіл приймає непросте рішення. Невдовзі Мірчо приносить великий пакунок, у якому загорнута голова Момчіла, і вбиває Караібрагіма. На хлопчика нападають солдати, а Ялицю, яка все це бачила, венецієць виводить таємним ходом із в'язниці. Всі околиці потрапляють під розправу і спалюються.

## У ролях
- Йосиф Сурчаджієв — Караібрагім
- Русі Чанев — священик Алігорко
- Іван Кристев — Манол
- Валтер Тоскі — (венецієць) Абдулах
- Аня Пенчева — Севда
- Василій Михайлов — Сулейман-ага
- Костянтин Коцев — Дядо Галушко
- Калина Стефанова — Ялиця, внучка Дядо Галушко
- Ангел Іванов — Мірчо, молодший син Манола
- Момчіл Карамітев — Момчіл, старший син Манола
- Стойко Пеєв — Горан, син Дядо Галушко
- Богоміл Симеонов — Ісмайл-бей
- Джоко Росіч — Карахасан
- Стефка Берова — Гульфія, жінка Сулеймана-аги